# 亚德里诺村委员会
亚德里诺村委员会（俄语：Ядринский сельсовет）是俄罗斯联邦阿穆尔州阿尔哈拉区所属的一个村委员会。其下辖有2个居民点，行政中心为亚德里诺。据2016年统计，该村委员会的人口为497人。